# Saint-Christol (Vaucluse)
Saint-Christol  ist eine südfranzösische Gemeinde mit 1.416 Einwohnern (Stand 1. Januar 2022) im Département Vaucluse (84) in der Region Provence-Alpes-Côte d’Azur. Sie liegt auf dem Plateau d’Albion zwischen der Montagne de Lure, dem Mont Ventoux und dem Plateau Ventoux. Das Gemeindegebiet gehört zum Regionalen Naturpark Mont-Ventoux.
Bekannt wurde Saint-Christol durch eine Militärbasis mit strategischen Einrichtungen, die bis 1998 komplett entfernt wurden. Heute befindet sich dort noch die Fremdenlegion mit dem 2. Pionier-Fremdenregiment.

## Geschichte
Erstmals erwähnt wurde Saint-Christol im Jahre 1119, als Benediktinermönche die dortige Kirche gründeten und die Umgebung urbar machten. Zuvor lässt sich nur ein Bauernhof dokumentieren, bei dem im Jahre 1866 eine gallo-römische Zisterne, einige Gräber sowie zahlreiche Keramiken gefunden wurden.
Die folgenden Jahrhunderte waren von Religionskriegen und Plünderungen geprägt. Bereits 1618 wurde die Schule gegründet, 1667 registrierte das Katasteramt 82 Häuser, 96 Ställe, 45 Heuböden und vier Hütten. Nach der Cholera im Jahre 1846 zählte das Dorf 641 Einwohner, 42 % davon konnten Schreiben und Lesen. Von da an ging die Einwohnerzahl kontinuierlich zurück, die jungen Leute zog es in die Industriestädte Marseille und Lyon.
1911 zählte man 486 Einwohner, von denen im Ersten Weltkrieg 84 fielen. Im Zweiten Weltkrieg litt das Plateau d’Albion stark unter den Vergeltungsschlägen der deutschen Wehrmacht.
1965 beschloss die Regierung, auf dem Plateau die Basis der französischen Luftstreitkräfte und der strategischen Einrichtungen zu errichten. Dadurch wurde die Infrastruktur stark verbessert, und es wurden viele Arbeitsplätze im Dienstleistungssektor geschaffen.
Heute ist nur noch die Fremdenlegion mit dem 2. Pionier-Fremdenregiment ansässig, und die Gemeinde zeigt sich ambitioniert, neue Wege in Richtung Tourismus zu gehen. Das Dorf wird kontinuierlich restauriert, es gibt bereits gut ausgeschilderte Wanderwege, und auch die geografische Nähe zum Mont Ventoux, Luberon und der Côte d’Azur bieten gute Voraussetzungen dafür.

## Wirtschaft
Wirtschaftlich gesehen ist es eine von der Landwirtschaft geprägte Gemeinde (Anbau sowie die Weiterverarbeitung von Lavendel, Pferde- und Schafzucht, sowie die Nutzung der Eichenwälder für Brennholz und die Ernte von schwarzen Trüffeln). Auch der Dienstleistungssektor nimmt einen stetig wachsenden Stellenwert ein.

## Sehenswürdigkeiten

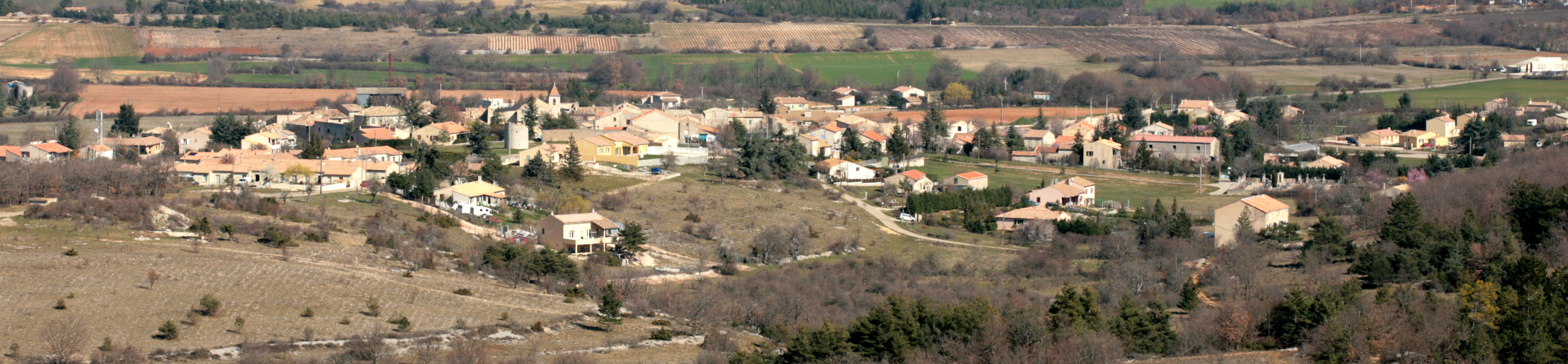
Panorama über Saint-Christol

- Die romanische Kirche Notre-Dame-et-St-Christophe de Saint-Christol d’Albion ist seit 1909 offiziell klassifiziert als historisches Gebäude. Außergewöhnlich sind das fünfeckige Kopfende des Kirchenschiffs, welches mit „Lauses“ (flache Natursteinplatten) bedeckt ist, sowie die vielen sehr gut erhaltenen Wandmalereien.
- Diverse Karsthöhlen befinden sich in der direkten Umgebung von Saint-Christol. Die tiefste, bislang erforschte, ist die 597 Meter tiefe „L’aven du Trou Souffleur“, die in direkter Verbindung mit der Fontaine-de-Vaucluse steht.
- Bories: Diese in Trockenbauweise erstellten Steinhäuser finden sich zahlreich in der Gegend, eine direkt am Dorfrand auf dem Gelände La Rostane. Die meisten davon sind in ausgezeichnetem Zustand. Es lässt sich nicht genau feststellen, wie alt diese Bauwerke sind.
- Die „Chapelle Notre-Dame d’Amaron“ liegt etwa drei Kilometer oberhalb von Saint-Christol. Diese Kapelle wurde im Jahr 1667 auf den Überresten eines Weilers aus dem Jahr 1032 gebaut. Die Überlieferung besagt, dass dieses Gebäude mit den Steinen eines Templer-Klosters gebaut wurde, das sich einst am Berg Saint-Pierre befand.